# Helmut Reichenauer
Helmut Reichenauer (* 29. April 1946 in Graz) ist ein österreichischer Musikforscher, Pianist und Museumsdirektor.

## Leben
Helmut Reichenauer maturierte 1964 und studierte anschließend Geschichte und Musik (Lehramt) an der Karl-Franzens-Universität Graz sowie der Hochschule für Musik und Darstellende Kunst in Graz. 1971 schloss er sein Studium als Magister phil. und Magister art. ab. Reichenauer wirkte als Professor für Musik und Geschichte am Akademischen Gymnasium Graz. Er war auch Lehrbeauftragter für Musikdidaktik an der Grazer Musikhochschule sowie als Fachinspektor für Musikerziehung am Landesschulrat für Steiermark aktiv. Außerdem konzertierte er als Instrumental- und Liedbegleiter und als Pianist.
Reichenauer forscht ansonsten primär über das Umfeld der Familie von Johann Strauss (Vater) und Johann Strauss (Sohn). Er arbeitete, bis zu seinem Rückzug aus gesundheitlichen Gründen, im „Wiener Institut für Strauss-Forschung“ ebenso mit, wie in Projekten der Johann Strauss Society of Great Britain oder der Deutschen Johann Strauss Gesellschaft.
2011 gründete er den Kulturverein Wiener Blut, dessen Präsident er bis zu dessen Auflösung 2023 war. Der Verein selbst war seit 2015 offizieller Träger des „Museum der Johann Strauss Dynastie“ in Wien, das zu weit überwiegenden Teilen in seinen gezeigten Beständen aus der jahrzehntelangen privaten Sammlung von Reichenauer bestand und die er dem Verein geschenkt oder als langfristige Leihgabe übereignet hatte. Der Verein publizierte regelmäßig den Almanach – Die magische Welt der Strauss-Familie als dessen Herausgeber, bis mit Heft 50 im Jahr 2023 diese publizistische Reihe endete.

## Veröffentlichungen (Auswahl)
- Erlebnis Musik. Musikkunde. 4 Bände. Ivo Haas, Salzburg 1983–86, ISBN 3-900268-08-1.
- (unter dem Pseudonym Frank Miller): Johann Strauss Vater – Der musikalische Magier des Wiener Biedermeier. Castell, Eisenburg 1999, ISBN 3-9501095-0-1.

| Personendaten    | Personendaten                                               |
| ---------------- | ----------------------------------------------------------- |
| NAME             | Reichenauer, Helmut                                         |
| ALTERNATIVNAMEN  | Miller, Frank (Pseudonym)                                   |
| KURZBESCHREIBUNG | österreichischer Musikforscher, Pianist und Museumsdirektor |
| GEBURTSDATUM     | 29. April 1946                                              |
| GEBURTSORT       | Graz                                                        |